# Jörg Zimmermann (Bühnenbildner)

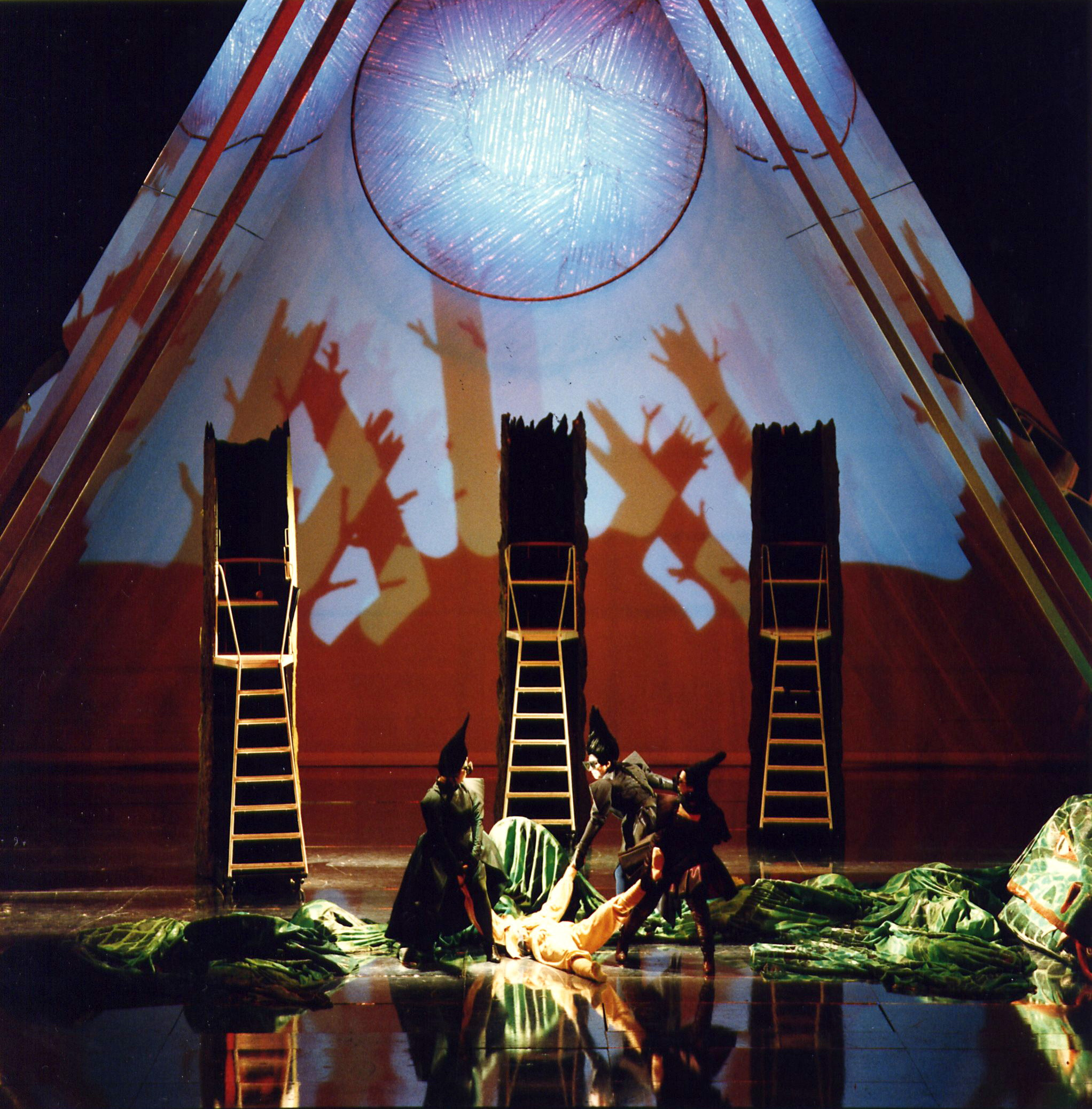
Jörg Zimmermanns Bühnenbild zu Die Zauberflöte (1. Akt, 2. Szene; Kostüme: Renate Kalanke) in der Inszenierung von Peter Baumgardt an den Städtischen Bühnen Augsburg 1992–97

Jörg Zimmermann (* 27. Mai 1933 in Zürich; † 10. Dezember 1994 in Augsburg) war ein Schweizer Theatermaler, Kostüm- und Bühnenbildner, der als langjähriger Ausstatter vieler Inszenierungen des Intendanten und Regisseurs August Everding bekannt geworden ist.

## Leben und Werk
Das Handwerk erlernte Jörg Zimmermann 1949 in seiner Heimatstadt Zürich bei Teo Otto und Caspar Neher als Malersaal-Lehrling und Bühnenbildassistent. Bereits als 20-Jähriger stellte er seine erste selbständige Arbeit am Hamburger Schauspielhaus vor. Von dort wechselte er ans Berliner Schillertheater und dann 1954 an die Münchner Kammerspiele. Rund 30 Bühnenbilder entwarf er für Fritz Kortner in der Landeshauptstadt. 15 Jahre war er Ausstattungschef der Münchner Kammerspiele, arbeitete als Gast in Berlin, Stuttgart, Hamburg, Köln, Chicago, Zürich, Düsseldorf, Darmstadt, bei den Bayreuther Festspielen, in Wien, Salzburg, Paris, Mailand, Basel und Stockholm. Ab 1977 zeichnete er im Schauspielhaus Zürich als Ausstattungschef unter Gerhard Klingenberg verantwortlich. Von 1983 an war Jörg Zimmermann neun Jahre lang Mitglied der Generalintendanz und Bühnenbildner der Bayerischen Staatstheater München. 1992 wechselte er mit Intendant Peter Baumgardt an die Städtischen Bühnen Augsburg als Ausstattungsleiter und Chefbühnenbildner.
Eine der herausragendsten Ausstattungen von Jörg Zimmermann, nämlich die des Musicals My Fair Lady, erlebte unter Staatsintendant Ulrich Peters nach über 200 Vorstellungen seit der Premiere am 2. März 1984 in der Spielzeit 2009/10 ihre Wiederaufnahme am Münchener Gärtnerplatztheater (Besetzung: Eliza: Milica Jovanovic, Higgins: Hardy Rudolz, Pickering: Gunter Sonneson, Doolittle: Stefan Sevenich, Mrs. Higgins: Susanne Heyng).